# Смирнов, Игорь Петрович
Игорь Петрович Смирнов (1896 — после 1942) — русский архитектор; городской архитектор Ростова-на-Дону.

## Биография
Родился 9 апреля (22 апреля по новому стилю) 1896 года в Саратове в семье дворянина. Его отец — Пётр Федорович Смирнов, окончивший юридический факультет Московского университета, служил в Саратовской судебной палате и в Ставропольском окружном суде; в 1905 году он был переведен на должность товарища прокурора в Таганрогский окружной суд. В 1909 году был прокурором Ростовского окружного суда, а с февраля 1917 года — председателем Ростовского на Дону окружного суда. Имел награды Российской империи — ордена Св. Владимира 4-й степени, Св. Анны 2-й и 3-й степеней. Игорь был старшим сыном в семье, где были ещё две девочки — Ольга (род. 1897) и Людмила (род. 1899).
В 1914 году, после окончания в Ростовской мужской классической гимназии, поступил в петроградский Институт гражданских инженеров им. императора Николая I, решив стать архитектором. Но в связи с революциями 1917 года, занятия в институте были прерваны и весной 1918 года, не окончив образование, Смирнов был вынужден начать свою трудовую деятельность в сложные годы Гражданской войны в России. Весной 1918 года он стал работать на 7-й дистанции пути бывшей Владикавказской железной дороги. В январе 1919 года семья заболела тифом, в результате чего умерла его мать. Отец с двумя дочерьми в 1920 или 1921 году эмигрировал во Францию.
В этом же году в Майкопе он работал техником в Майкопской городской управе, откуда, с приходом Красной армии, перешел в коммунальный отдел Ревкома, а затем — в отдел государственных сооружений Совнархоза. В Майкопе Игорь Смирнов женился, его жена — Мнацаканова Вартануш Еремеевна, была дочерью богатого армянина. Вместе с женой и родившимся сыном Георгием, в 1926 году Смирнов переехал в Ростов-на-Дону. В проектном бюро при Управлении Северо-Кавказской железной дороги он занял должность архитектора. Много ездил по стране, принимал участие в проектировании гражданских зданий в Сталинграде, Таганроге, Сочи и Ростове-на-Дону. Он был помощником архитектора по постройке Дворца Труда им. В. И. Ленина в Ленгородке. В 1928—1929 годах стал проектировать жилые дома квартала железнодорожников в Ростове. В частности, по его проекту в 1934 году были введены в строй два жилых здания по ул. Верхней Нольной, в одном из которых он получил квартиру. В этом же году его пригласили работать (по совместительству) в проектное бюро для строительства драматического театра. В 1935 году он стал членом Ростовского областного отделения Союза советских архитекторов. Среди его работ этого времени — вокзал «Сельмаш». С 1930 по 1941 годы работал в Ростовском бюро «Союзтранспроекта».
В 1939 году И. П. Смирнов с группой ростовских архитекторов (П. М. Якунин, Л. Л. Эберг, Я. А. Ребайн, М. А. Дворянов) был направлен в Грузию и Армению для изучения архитектурных памятников. Ростовские архитекторы выполнили обмер, зарисовку и фотографирование памятников. После возвращения в Ростов Смирнов занялся здесь подобным делом. В 1940 году он переустроил здание городского железнодорожного техникума.
Великую Отечественную войну встретил в Ростове, где, освобожденный по зрению и не подлежащий военному призыву, жил в оккупации. Однажды в его доме был обыск, не ожидая следующего, Игорь Петрович в 1942 году оставил семью и ушел из Ростова. Больше его никто не видел, считается пропавшим без вести.